# Gwiazdy XX Wieku: Formacja Nieżywych Schabuff
Gwiazdy XX Wieku: Formacja Nieżywych Schabuff – kompilacyjny album Formacji Nieżywych Schabuff, wydany w 2004 roku nakładem wytwórni BMG.

## Lista utworów
źródło:.
1. „Lato” – 4:02
2. „Hej cześć” – 3:26
3. „Baboki” – 4:17
4. „Faja 89” – 3:04
5. „Hej kochanie” – 2:49
6. „Żółty rower” – 5:44
7. „Krystyny” – 4:41
8. „Schizofrenia” – 3:42
9. „Za zu zi” – 3:46
10. „Serce w butonierce” – 4:25
11. „Moi przyjaciele” – 4:33
12. „Rycerze” – 2:32
13. „Machina dziejów” – 3:04
14. „Dziewczynom” – 3:54
15. „Fantomas” – 4:39